# Dolna Baňa
Dolna Baňa (bulharsky Долна баня) je město ležící ve středním Bulharsku na severních svazích Rily, na horním toku Marici. Je správním střediskem stejnojmenné obštiny a má přes 4 tisíce obyvatel.

## Historie
Okolí bylo prokazatelně osídleno Thráky v 5. století př. n. l.. Procházela tudy významná obchodní cesta z Istanbulu do Niše a poblíž horského přechodu se zde nalézalo množství hostinců využívajících místní minerální prameny. Dodnes se dochovaly stavby dvou lázní, z nich jedna má základy z římské doby. Kolem nich časem vnikly tři blízké dědiny Jurta, Kojčovec a Venetica, které se počátkem 19. století spojily v jediné sídlo, které se nazývalo Baňa.
Během rusko-turecké války byla Dolna Baňa vysvobozena z osmanské poroby 11. ledna 1878 a stala se součástí Východní Rumélie. V létě 1896 zde byl zřízen sezónní poštovní úřad, od roku 1898 stálý. Od roku 1900 zde fungovala lékařská ordinace. V letech 1908 – 1934 zde sídlil smírčí soud. V první polovině 20. století se výrazně rozvíjelo zdejší školství zaměřené především na praktické obory. Současný název nese Dolna Baňa od konce 19. století a městem je od roku 1974.

## Obyvatelstvo
Ve městě žije 4 858 stálých obyvatel a je zde trvale hlášeno 4 461 obyvatel. Podle sčítání 1. února 2011 bylo národnostní složení následující:
- Bulhaři: 3 499 (81.7 %)
- Romové: 753 (17.6 %)
- Turci: 4 (0.1 %)
- ostatní: 26 (0.6 %)